# Prądy interferencyjne Nemeca
Prądy interferencyjne (zwane również prądami Nemeca) są prądami średniej częstotliwości modulowanymi w amplitudzie z małą częstotliwością. Powstają w wyniku interferencji w tkankach dwóch prądów przemiennych średniej częstotliwości o przebiegu sinusoidalnym, których częstotliwości mało różnią się od siebie. W lecznictwie wykorzystuje się prądy ok. 4000Hz, np. 3900 i 4000Hz lub 4000 i 4100Hz. Interferencję uzyskuje się przez zastosowanie dwóch niezależnych obwodów zabiegowych przy użyciu dwóch par elektrod umiejscowionych w taki sposób, aby interferencja zachodziła w głębi tkanek, w okolicy umiejscowienia procesu chorobowego.
Powstawanie prądów interferencyjnych można wytłumaczyć przykładem znanego z akustyki zjawiska dudnienia, w którym w wyniku nakładania się dwóch drgań harmonicznych powstaje drganie wypadkowe. W wyniku interferencji w głębi tkanek powstaje elektryczny bodziec leczniczy, którego częstość występowania mieści się w granicach małej częstotliwości. Bodziec ten, nazywany inaczej wektorem interferencji, wykazuje bardzo złożoną strukturę przestrzenną.